# Pentwater (Michigan)
Pentwater – wieś w Stanach Zjednoczonych, w stanie Michigan, w hrabstwie Oceana.